# Jean-Marie Charpentier

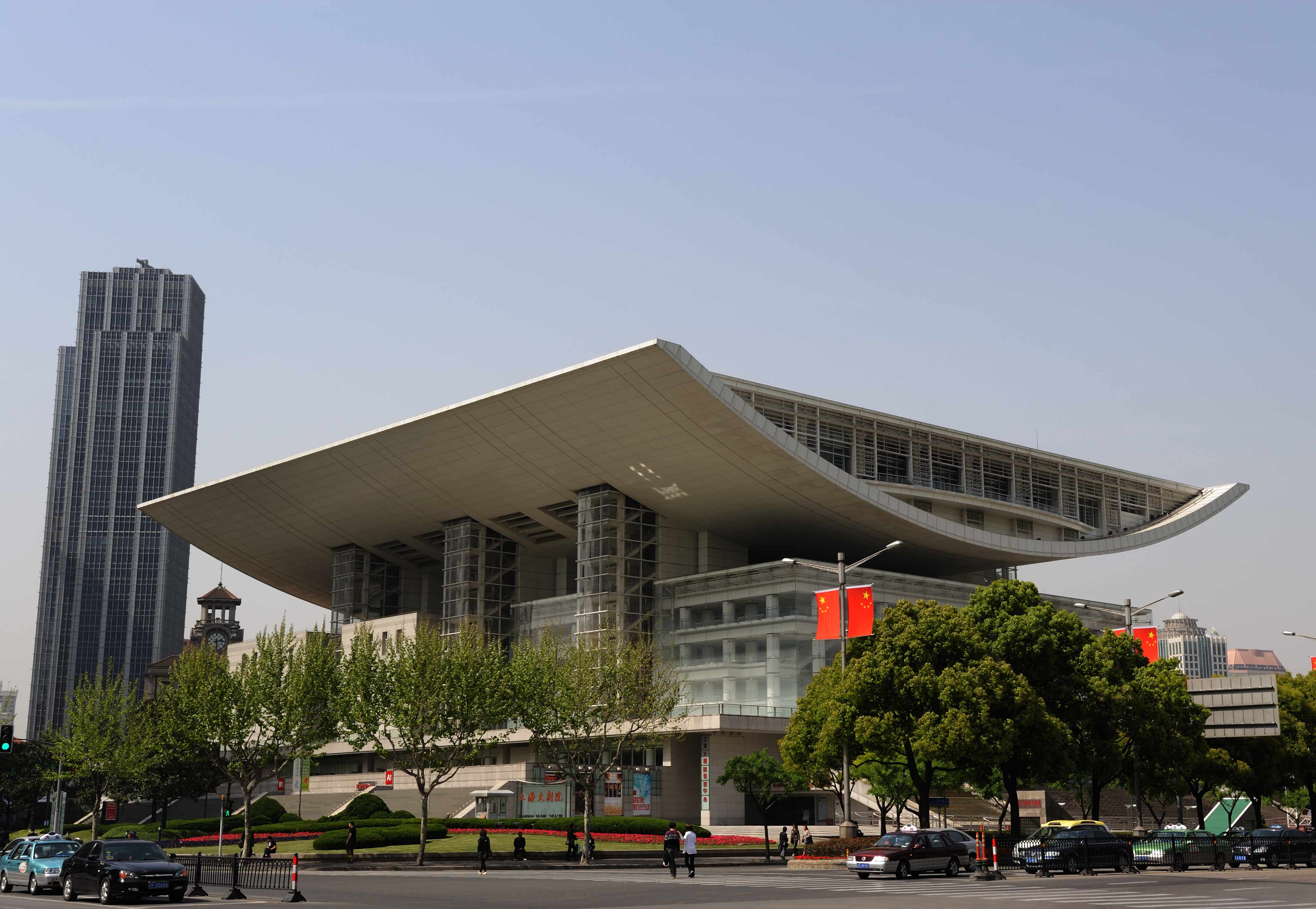
El Gran Teatre de Xangai, obra de Charpentier

Jean-Marie Charpentier (París, 27 d'abril de 1939 - París, 24 de desembre de 2010) fou un arquitecte i urbanista francès. L'any 1969 fundà a París el despatx d'arquitectes Arte Charpentier.

## Biografia
Nascut l'any 1939 a París, es graduà en Urbanisme a la Universitat de París l'any 1966 i a l'École nationale supérieure des beaux-arts l'any 1969. Abans de fundar el despatx Arte Charpentier a París l'any 1969, impartí lliçons d'arquitectura durant un any a Cambodja. El despatx s'anomena "Arte", sent l'acrònim d'Arquitectura, Recerca, Tècnica i Entorn i comprèn quatre especialitzacions: planificació urbana i disseny, disseny de paisatge, arquitectura i disseny d'interiors.
L'any 1984 fou un dels primers arquitectes europeus a instal·lar-se a la Xina. Jean-Marie Charpentier fou el besnebot del compositor Gustave Charpentier.